# Sturm-Bataillon Nr. 5 (Rohr)
Das Sturm-Bataillon Nr. 5 Rohr war eine spezialisierte Einheit der preußischen Armee im Ersten Weltkrieg.
Als Erkenntnis aus dem Stellungskrieg, der wenige Monate nach Beginn des Ersten Weltkrieges eingetreten war, regte General der Infanterie Hans Gaede Anfang 1915 die Aufstellung von Sturmabteilungen an, um mit diesen die Erstarrung der Front zu überwinden. Bei der Obersten Heeresleitung (OHL) nahm Oberst Bauer den Vorschlag auf, und auf Erlass des Kriegsministeriums vom 2. März 1915 wurde am 4. März 1915 die erste Sturmabteilung des deutschen Heeres als „Sturm-Abteilung“ aufgestellt. Sie wurde am 1. April 1916 in „Sturm-Bataillon“ und am 10. Februar 1917 in „Sturm-Bataillon Nr. 5 (Rohr)“ umbenannt.
Ihre Taktik unterschied sich von der Taktik der ursprünglichen Sturmabteilungen dadurch, dass der Angriff nicht nach dem Prinzips „Rammbock“ erfolgt, sondern durch Anpirschen und dann massiv an einem Punkt zuschlagen und die feindlichen Gräben von diesem Punkt aus aufzurollen, „säubern“ genannt.

## Organisation

### Gliederung
4. März 1915
- Sturmabteilung
  - 1. Pionier-Kompanie (1. Sturm-Kompanie), gestellt vom Ersatz-Pionier-Bataillon 10
  - 2. Pionier-Kompanie (2. Sturm-Kompanie), gestellt vom Ersatz-Pionier-Bataillon 3
  - Kanonenabteilung
  - Ersatz-Kompanie

18. Oktober 1915
- der Abteilung wurden angegliedert
  - ein Maschinengewehr-Zug (MGZ)
  - ein Flammenwerfer-Trupp
  - eine Abteilung leichter Minenwerfer

1. April 1916
- Bataillonsstab
- vier Sturm-Kompanien à 210 Mann
- zwei Maschinengewehr-Kompanien (MGK)
- eine Minenwerfer-Kompanie (MWK)
- ein Flammenwerfertrupp
- eine Batterie von 10,5-cm-Krupp-Gebirgshaubitzen[3]
- eine Tragetierstaffel
- eine Pionier-Kompanie

1. September 1916
- zusätzlich eine 5. Sturm-Kompanie

## Bewaffnung und Ausrüstung

### Hauptbewaffnung
Kanonen-Abteilung (KA)
- 23. November 1915
  - in Kaunas eroberte russische Sturmabwehrgeschütze, Kaliber 76,2 mm, ohne Aufsatz und Rundblickfernrohr
- 1. April 1916
  - 10,5-cm-leichte Feldhaubitze 16[4]

Sturm-Kompanie
- 4. Januar 1916
  - sechs kleine Flammenwerfer
- 1. April 1916
  - vier leichte Maschinengewehre

Maschinen-Gewehr-Kompanie (MGK)
- 1. April 1916
  - sechs schwere Maschinengewehre

Minenwerfer-Abteilung
- 4. Januar 1916
  - vier leichte Minenwerfer
  - vier schwere und zwei mittlere Ladungswerfer
  - ein Granatenwerfer „Priester“[5]
- 1. April 1916
  - acht leichte Minenwerfer

### Ausrüstung
- Stahlhelm

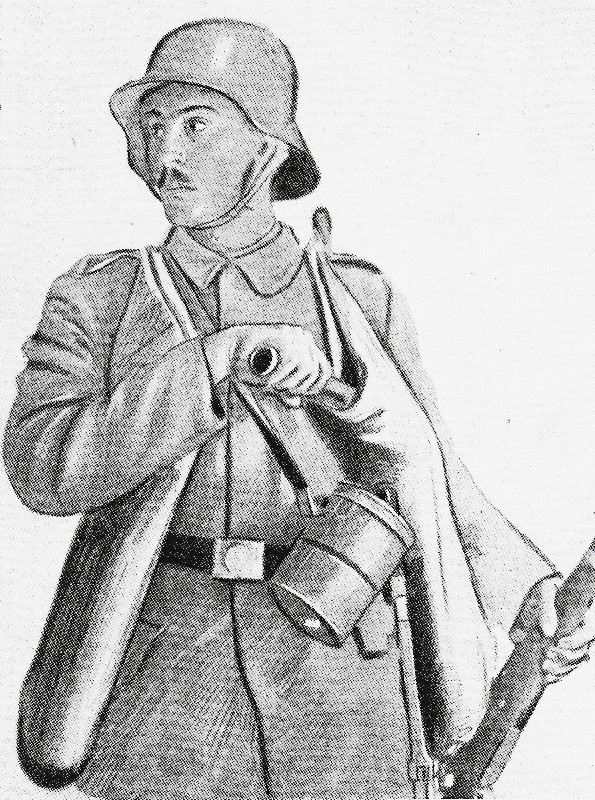
Bild eines Sturm-Pioniers von Ludwig Dettmann

- umgehängter Karabiner auf dem Rücken
- Seitengewehr
- zwei Sandsäcke mit Handgranaten um den Hals über die Schultern gehängt und auf den Rücken durch ein zweites Band zusammengehalten
- in jedem Sandsack vier weitere leere Sandsäcke als Einbaumaterial
- mit einer Tragevorrichtung am Koppel befestigte mittlere Drahtschere
- feststehendes Pionierschanzzeug im Futteral (am Koppel befestigt, Stiel nach oben)
- Gasmaske im Behälter
- Brotbeutel mit vier eisernen Rationen und zwei Feldflaschen
- Pistole
- Grabendolch
- leichtes MG (LMG)
- Patronen waren in Rocktaschen und Brotbeutel unterzubringen, da Patronentaschen nicht mitgeführt wurden[6][7]

## Geschichte

### Gründung
Die Sturm-Abteilung trat am 4. März 1915 auf dem Schießplatz Wahn bei Köln unter ihrem Kommandeur Major Calsow vom Samländischen Pionier-Bataillon Nr. 18 erstmals zusammen.

### Kommandeure

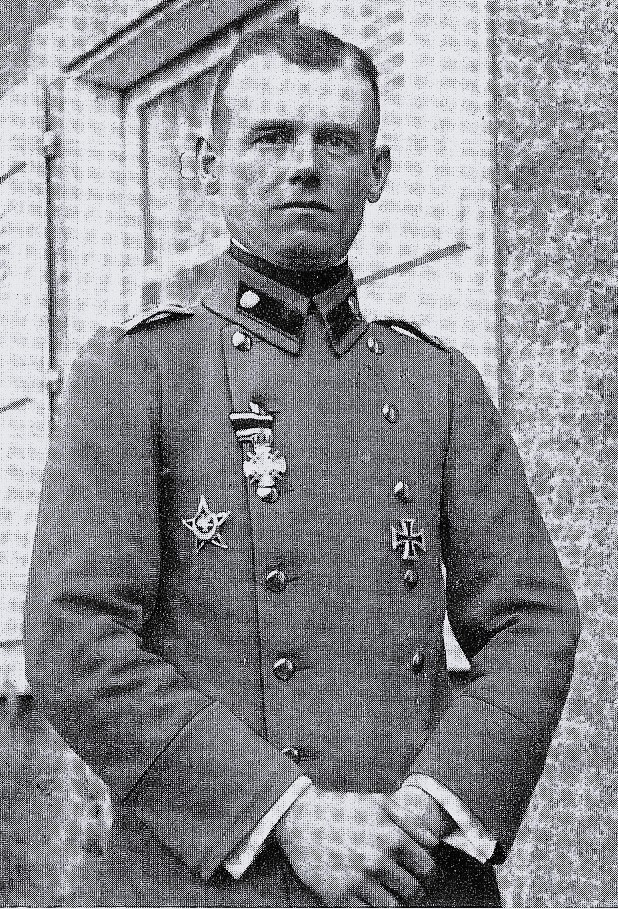
Hauptmann Rohr (1917)

| Dienstgrad | Name       | Beginn der Berufung                                      |
| ---------- | ---------- | -------------------------------------------------------- |
| Major      | Calsow     | 4. März 1915                                             |
| Hauptmann  | Tillessen  | 20. August 1915 (mit der Führung beauftragt)             |
| Hauptmann  | Willy Rohr | 30. August bis 7. September (mit der Führung beauftragt) |
| Hauptmann  | Willy Rohr | 8. September 1915                                        |

#### Sonstige Offiziere
- Heinrich Buchgeister, vor dem Krieg Deutscher Meister im Diskus- und Speerwurf, leitete während seiner zweijährigen Bataillonszugehörigkeit dessen sportliche Ausbildung. Nach dem Kriege wurde er Universitätsprofessor an der Universität Freiburg.
- Hellmuth Prieß, Führer der 1. Maschinen-Gewehr-Kompanie.

### Ausrüstung
Zur Ausrüstung gehörten ab September 1915 zwanzig bei Kaunas erbeutete 3,7-cm-Kanonen mit großen Schutzschilden. Die Pioniere erhielten 1,40 m hohe und bis zu 28 kg schwere Schutzschilde.

## Einsatzgeschichte

### Sturmabteilung
Nach ihrer Ausbildung wurde die Abteilung am 16. Mai 1915 von Wahn nach Douai verladen, um an der Schlacht um die Lorettohöhe teilzunehmen. Sie wurde von der 6. Armee der „Gruppe Lochow“ zugeteilt, die sie zunächst östlich von Souchez bei Givenchy einsetzte, kurz darauf aber auf die Höhe von Vimy verlegte. Bei einem Angriff fielen über die Hälfte der Männer, da ihre auffälligen Schutzschilde das feindliche Feuer auf sich zogen. Die Abteilung wurde zurückgezogen.
Das OHL stellte die Abteilung dann am 29. August 1915 der Armee-Abteilung „Gaede“ zur Verfügung. Sie wurde nach Neu-Breisach verladen und von dort an den Kaiserstuhl verlegt. Auf Befehl des Chefs des Generalstabs, General Erich von Falkenhayn, wurde dem bisherigen Kompaniechef im Garde-Schützen-Bataillon Hauptmann Rohr die Führung übertragen.
Die Weiterverwendung von Schildkanonen lehnte Rohr ab. Sie wurden bei der 6. Armee zurückgelassen. Im September erhielt die Kanonen-Abteilung 20 in Kaunas erbeutete russische Kanonen. Eine wichtige Neuerung war der Bau nachgebildeter feindlicher Stellungen zum Üben des Angriffs.
Das Infanterie-Regiment Nr. 187 wandte am 9. Oktober erstmals die neue Taktik beim Angriff auf das Schratzmännele und am 15. auf den Hartmannsweiler Kopf an. Beide Angriffe waren zwar erfolgreich, die Verluste aber beträchtlich. Die Sturm-Abteilung wurde währenddessen lediglich zum Stellungsausbau verwendet.
In der Nacht vom 21./22. Dezember gingen der Hartmannsweiler Kopf und der Hirzstein verloren. Die Abteilung rückte aus, aber der Hartmannsweiler Kopf war bereits zurückerobert, als sie dort eintraf. Der Versuch der Rückeroberung des Hirzsteins am 24. scheiterte, ebenso wie ein zweiter Versuch am 27. Dezember. Mit den ihm zur Verfügung gestellten neu aufgestellten Infanterie-Regimentern Nr. 188 und Nr. 189 wurden Rohr die Vorbereitungen für den folgenden Angriff übertragen. Er ließ bei Ensisheim eine Stellung nach den Maßen der Front auslegen, um den Angriff zu üben. Der Infanterie wurden als „Angriffsgerippe“ Stoßtrupps der Abteilung zugeteilt. Der Angriff wurde dann am 8. Januar 1916 durchgeführt und war erfolgreich.
Nach der Rückkehr der Abteilung an den Kaiserstuhl fand nach einer „großen Übung“ aller Waffen bei Oberbergen vor General Gaede der zweite Lehrgang (der erste war bereits im Dezember) der Abteilung in Oberrotweil statt, und die Lehrtätigkeit sollte nunmehr planmäßig entwickelt werden. Die OHL verlegte die Abteilung jedoch schon am 1. Februar 1916 zur 5. Armee, wo die Schlacht um Verdun begann. Der 12. Infanterie-Brigade zugeteilt führte die Abteilung, nachdem die Witterung dies drei Wochen lang verhindert hatte, von Azannes aus mit der 6. Infanterie-Division den ersten Angriff auf den etwa 1.500 Meter entfernten Herbébois durch. Hierbei wirkten die Sturmtrupps als Keile, erlitten aber schwere Verluste.
Im März 1916 erhielt die Abteilung den Auftrag, die Divisionen der Armee im „modernen Nahkampf“ auszubilden. Als Übungsplatz wurde der in der Nähe liegende, in der Schlacht bei Longwy 1914 zerschossene Ort Doncourt verwendet. Aus den Reservebeständen der Armee-Abteilung Gaede wurden der Sturm-Abteilung ein Maschinengewehrzug, eine leichte Minenwerfer-Abteilung und eine Abteilung kleiner Flammenwerfer angegliedert.
Die Abteilung wurde danach auf die Höhen von Azannes zurückgenommen. Von dort wurden ihre Kompanien den ganzen Sommer über für Angriffe von Beuveille, was bis zum Winter 1918 ihr Standort bleiben sollte, aus vorgezogen und Erkundungen vorgenommen.

### Ausbau der Abteilung zum Bataillon
Am 1. April 1916 wurde die Abteilung vergrößert und in „Sturm-Bataillon“ umbenannt. Die Sturmkompanien erhielten zunächst Ersatz aus dem Pionier-Ersatz-Bataillon Nr. 7 aus Köln, später aus dem Pionier-Ersatz-Bataillon Nr. 35 aus Friedrichsfeld. Die Maschinengewehr-Kompanie(n) erhielten ihren Ersatz aus der Maschinengewehr-Ersatz-Abteilung Hirschberg, die Minenwerfer aus dem Minenwerfer-Ersatz-Regiment Markendorf, und die Batterie zunächst aus der Feldartillerie-Ersatz-Abteilung 83 in Köln, später aus der Gebirgs-Artillerie-Ersatz-Abteilung in Freiburg.
Das Bataillon wurde wieder nach Verdun verlegt, wo es der neu gebildeten „Angriffsgruppe Ost“ unter General von Lochow taktisch unterstellt wurde und an den misslungenen Eroberungsversuchen des Caillette-Waldes teilnahm. General Bruno von Mudra, der neue Befehlshaber der Angriffsgruppe Ost, entschloss sich daraufhin, die ihm neu zur Verfügung gestellten Divisionen zunächst hinter der Front vom Sturm-Bataillon ausbilden zu lassen und den Angriff erst dann zu beginnen.
Die 4. Sturm-Kompanie wurde am 1. Juni 1916 der 7. Reserve-Division zugeteilt und eroberte endlich den Caillette-Wald. Bei den insgesamt dreißig Angriffsunternehmungen gelangte das Bataillon schließlich am 23. Juni vor die Fortmauern von Souville und eroberte Fleury.
Die Armee richtete zwei- bis vier-wöchige Lehrgänge ein, bei denen Offiziere, Unteroffiziere und Mannschaften vom Bataillon ausgebildet wurden. Ab Juni 1916 fanden auch Lehrgänge für die Divisionen der anderen Armeen der Westfront statt.
Im Sommer beschloss die OHL, vier weitere Sturm-Bataillone zu bilden. Bis 1917 stellte die OHL noch 14 weitere Sturm-Bataillone auf, die die Nummer ihrer jeweiligen Armeen erhielten. Die Bataillone 14, 15, 16 wurden den Armee-Abteilungen A, B, C zugewiesen. Alle Kommandeure und die meisten Offiziere wurden in Beuveille ausgebildet.

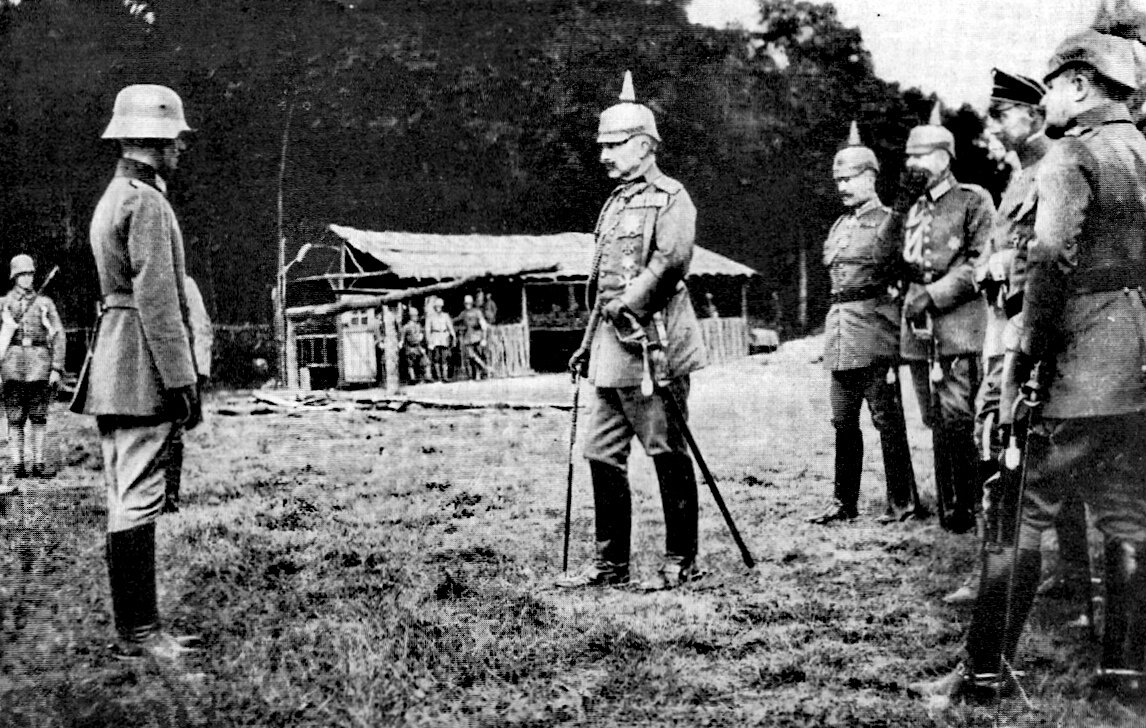
Kaiserbesuch

Vor dem Kronprinzen fand am 12. August eine „Große Übung“ in Doncourt statt. Zwei Tage später fand die Übung vor dem Kaiser statt. In seinem Gefolge waren unter anderem der Kronprinz, der Kriegsminister Adolf Wild von Hohenborn und der Leiter der Feldpressestelle Walter Bloem, der den Besuch in einem Aufsatz beschrieb („Der Kaiser bei seiner Sturmjugend“).
Im Winter wurden auch Lehrgänge für Offiziere an der Ostfront stehender Armeen abgehalten. Des Weiteren fanden zwei Lehrgänge für die österreichisch-ungarischen Verbündeten an der Isonzo-Front statt. Ein Detachement wurde nach Sofia entsandt, um dort die Aufstellung eines bulgarischen Sturm-Bataillons in die Wege zu leiten; unter den Auszubildenden waren auch türkische Offiziere.

Als die Sturm-Bataillone die Nummer ihrer jeweiligen Armee erhielten, wurde dem ältesten Sturm-Bataillon als einzigem Truppenteil im deutschen Heere auf Betreiben des Kronprinzen die Ehre zuteil, auch den Namen seines Kommandeurs führen zu dürfen. 

„Das bisherige Sturm-Bataillon (zugeteilt der 5. Armee) erhält die Bezeichnung „Sturm-Bataillon Nr. 5 (Rohr)“.“

Hauptmann Rohr stellte im Frühjahr 1917 die Lehrkurse des Bataillons auf die „Abwehrschlacht“ um. Die erstmalige komplette Vorführung des Verteidigungssystems der Schlacht fand im Beisein des Armeeoberbefehlshabers, General Max von Gallwitz, am 16. März statt. Zwei Wochen später kam dieser in Begleitung des Enver Pascha wieder nach Doncourt.

### Frühjahrsoffensive 1918
Bei der Frühjahrsoffensive, dem Unternehmen Michael, wurde das Sturm-Bataillon jeweils zur Hälfte den Generalkommandos IX und XVII und bei diesen der 50. an der nordwestlichen Stadtgrenze von St. Quentin bzw. der 36. Infanterie-Division vor dem stark befestigten Dorf Arvillers zugeteilt. Jedem Halbbataillon wurde eine MG-Kompanie zugeteilt. Das Bataillon traf in der Nacht zum 19. März vor Ort ein. Nach dem erfolgreichen Beginn des Angriffs wurden die beiden Halbbataillone am 23. März wieder vereinigt und beim Generalkommando IX der 9. Infanterie-Division zugewiesen.
Am 25. April wurde das Bataillon nach Maubeuge befohlen, um die Ausbildung der aus dem Osten eingetroffenen Garde-Kavallerie-Schützen-Division für den westlichen Kriegsschauplatz zu leiten. Im Rahmen dieser Ausbildung fand eine „Große Übung“ im Divisionsrahmen statt. Zuschauer waren u. a. Generalfeldmarschall Hindenburg und General Erich Ludendorff sowie der deutsche und der österreichische Kronprinz. Am 1. Juni kam das Bataillon zurück nach Beuveille.

### Champagne-Offensive
Einen Monat darauf wurde das Bataillon zum AOK 3 in den Abschnitt zwischen Sainte-Marie-à-Py und Saint-Souplet verladen, wo es am 15. Juli beim Angriff in der Schlacht an der Marne teilnahm. Nach dem erfolglosen Angriff wurde das Bataillon bereits am 16. wieder nach Beuveille zurückverlegt.
Im September, während der Maas-Argonnen-Offensive, wurde das Bataillon in die Champagne nach Maas-West verladen. Da die Ausbildung des neu eingetroffenen Ersatzes noch nicht abgeschlossen war, wurde dieser mit der 4. Kompanie zurückgelassen und in die Wälder um Cunel verlegt. Nach Tagen der Ruhe wurde das Bataillon zur Gruppe Maas-Ost verlegt, mit der Aufgabe die „Höhe 371“ (die sog. Kronprinzenhöhe) südlich von Sivry von den Amerikanern zurückzuerobern. Als dieses Vorhaben misslang, wurde das Bataillon nach Thonne-le-Thil hinter die Front beordert.

### Kriegsende
Um den 20. Oktober wurde das Bataillon zum Schutz des Großen Hauptquartiers der OHL nach Spa befohlen. Jeweils halbe Sturmkompanien bewachten die Villa des Kaisers, Villa Fraineuse, die Hindenburgs und die des Generals Groener. Am Nachmittag des 9. November sicherte eine Sturmkompanie den Hofzug Kaiser Wilhelms II. im Bahnhof von Spa. Der Zug, der Wilhelm II. ins Exil in die Niederlande brachte, verließ am 10. November gegen 5 Uhr morgens den Bahnhof und wurde von der Sturmkompanie bis zur niederländischen Grenze geschützt.
Am 14. November wurde eine Kompanie Freiwilliger zum Schutz der Heeresleitung in den Transportzug Hindenburgs verladen und mit dem OHL nach Schloss Wilhelmshöhe transportiert. Sie bildete später den Grundstock des „Freikorps Hindenburg“.
Wenige Tage später erhielt der Rest des Bataillons die Genehmigung zur Heimreise. Über Herbesthal und Köln gelangte es nach Schwelm bei Barmen, wo es demobilisiert wurde.

### Tradition
Das Pionier-Lehr- und Versuchsbataillon führte nach dem Kriege die Tradition des Sturm-Bataillons Nr. 5 fort.

## Denkmal

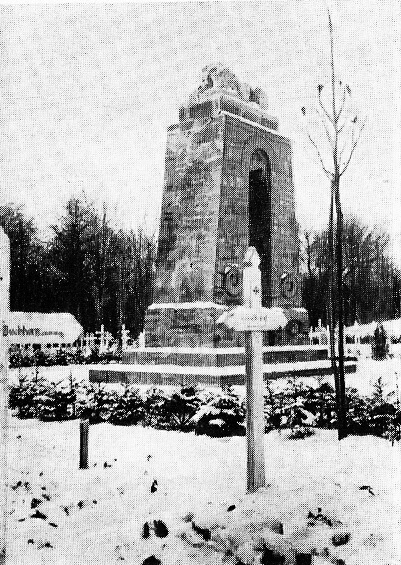
Denkmal der Toten des Sturm-Bataillons

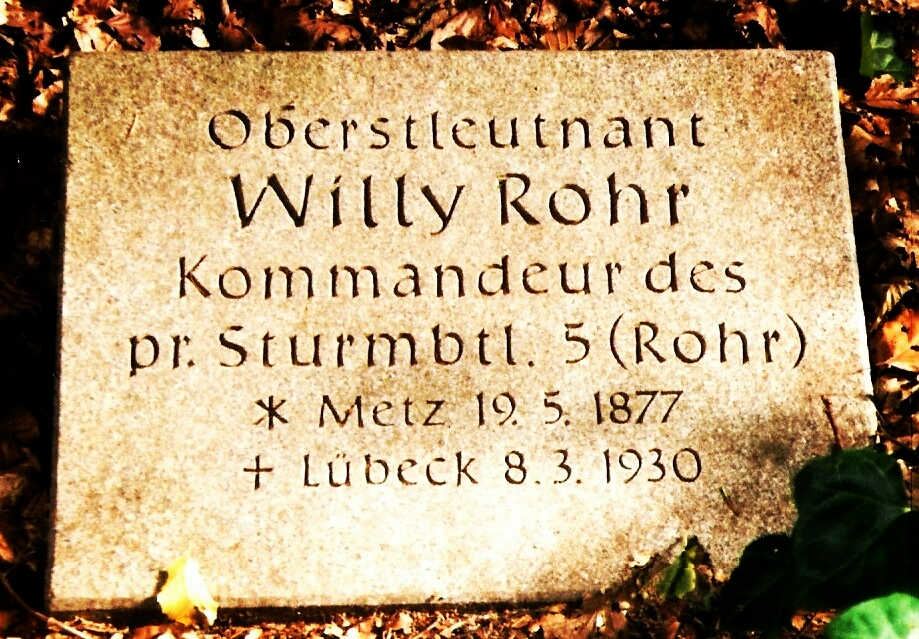
Grab des Kommandeurs

- In Pierrepont der Nachbargemeinde Beuveilles, wo sich das Lazarett befand, liegen Angehörige des Sturm-Bataillons Nr. 5 begraben. Ein großes Denkmal mit einem Löwen wurde bereits während des Krieges aufgestellt und ist bis heute erhalten.
- Auf dem Ehrenfriedhof zu Lübeck ist auf dem Grabstein Willy Rohrs vermerkt, dass er das Bataillon kommandierte.

## Verweise